# Quercus agrifolia
Quercus agrifolia är en bokväxtart som beskrevs av Luis Née. Quercus agrifolia ingår i släktet ekar, och familjen bokväxter. Inga underarter finns listade.

## Bildgalleri

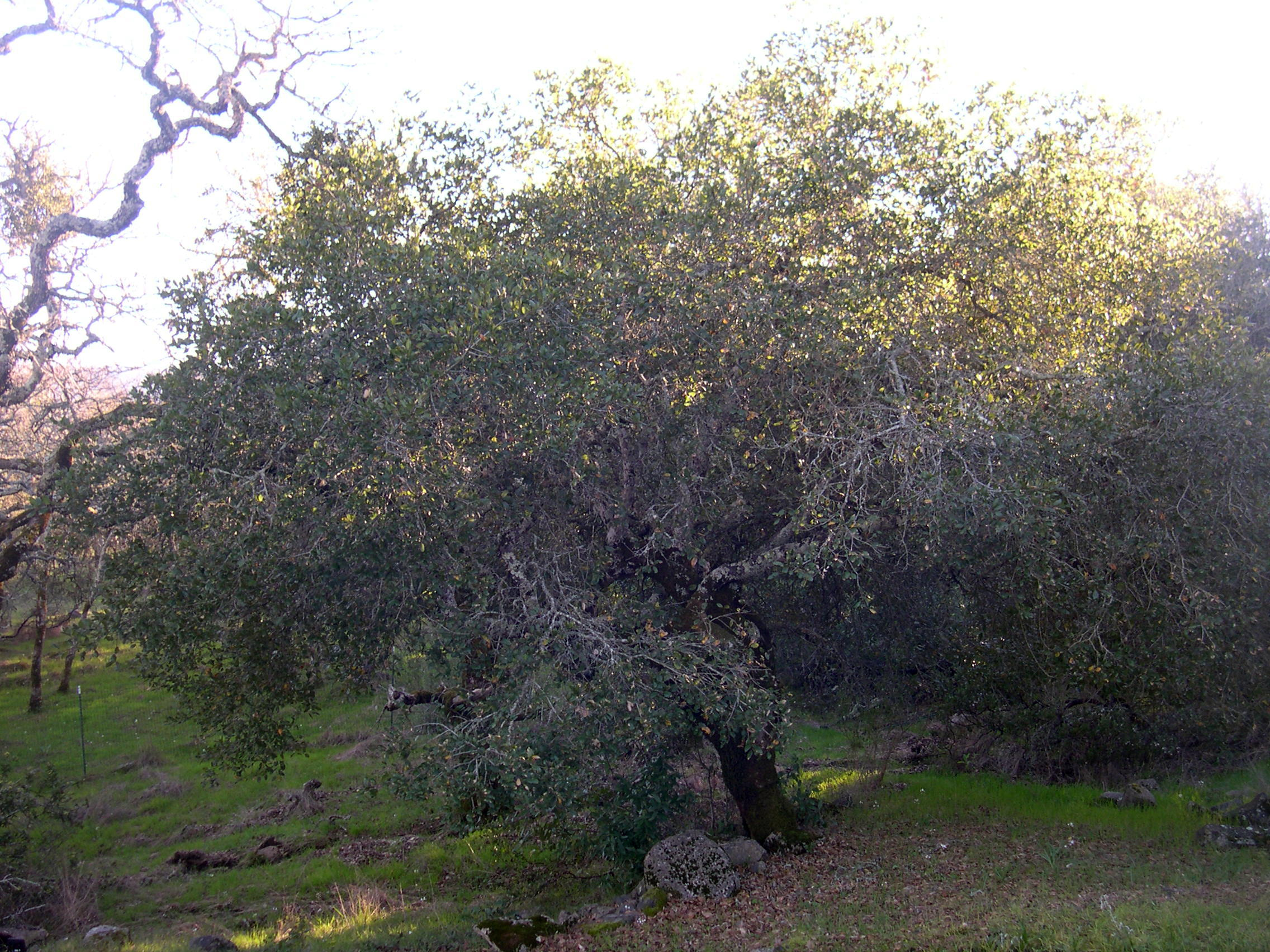
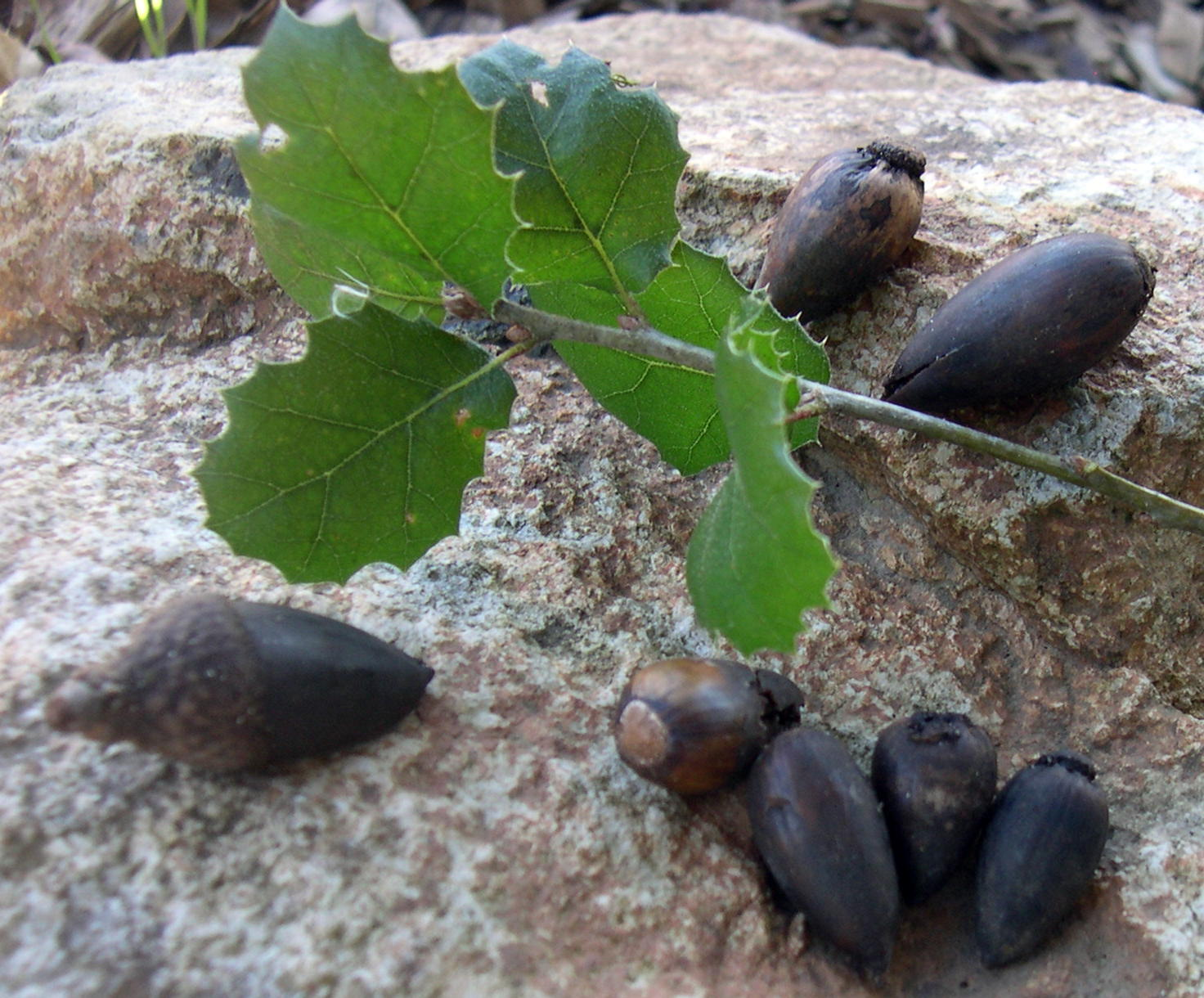
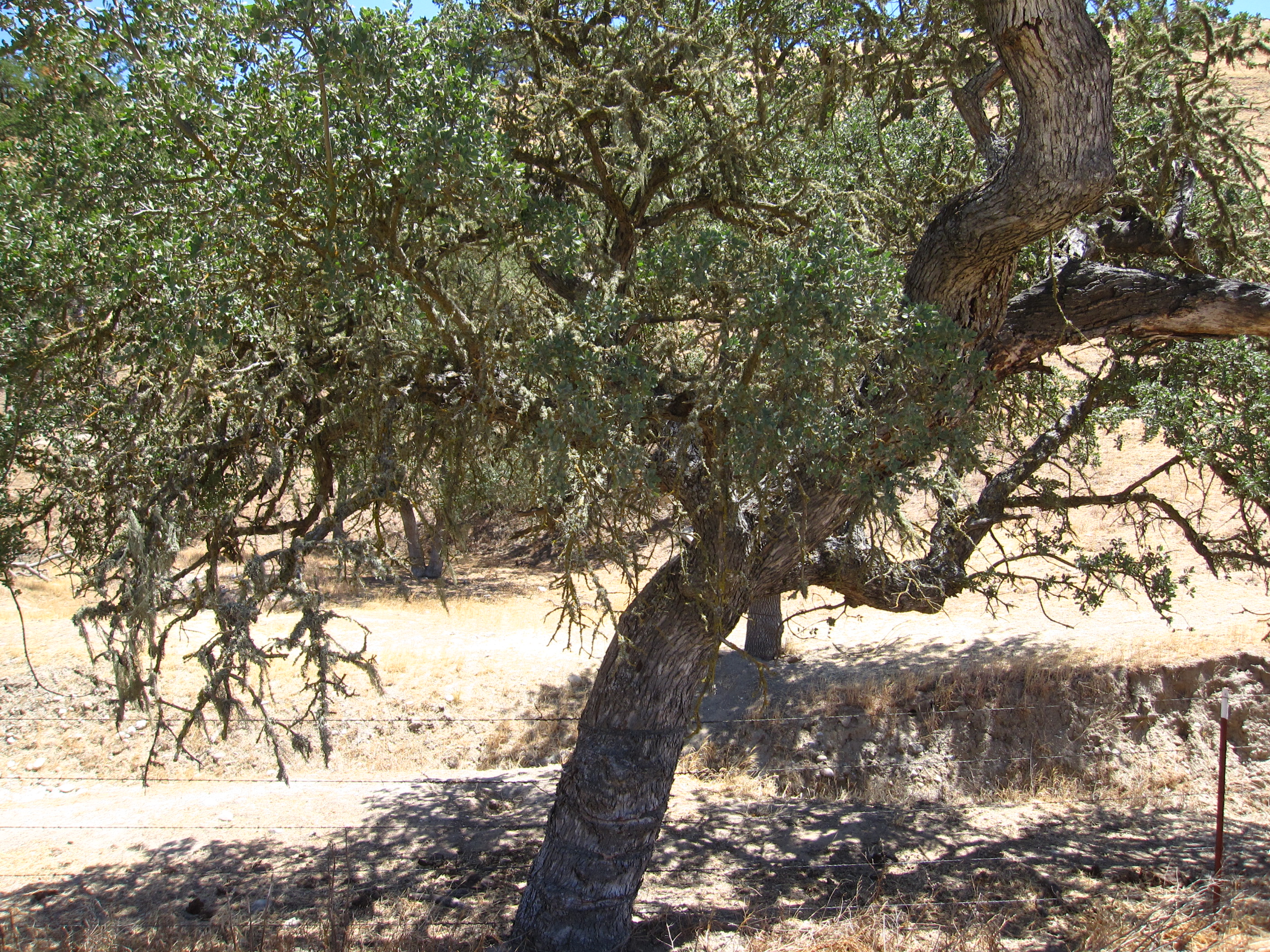
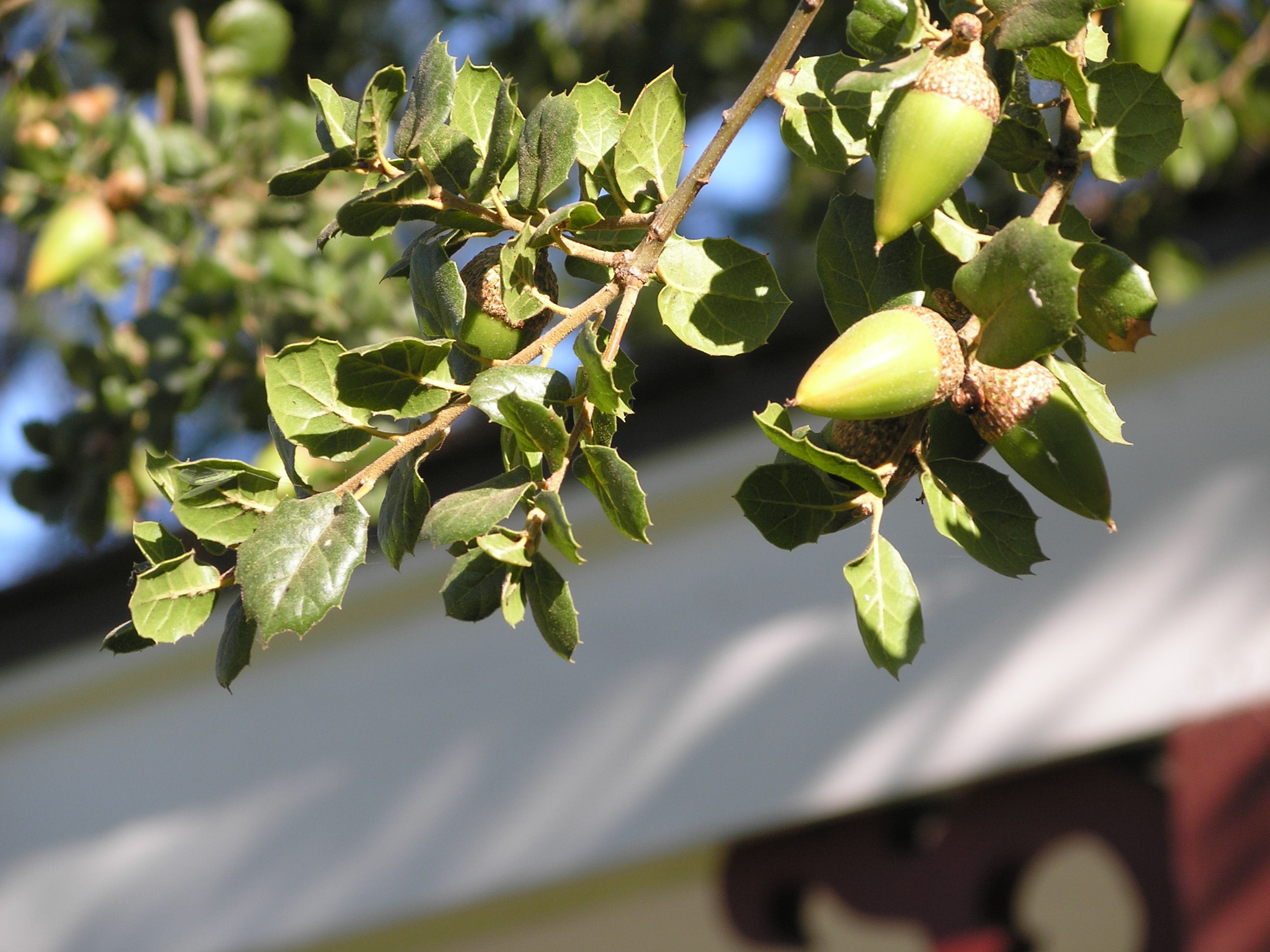